# Tolleranza (ingegneria)
Con tolleranza  si intende il limite o i limiti accettabili delle variazioni di una dimensione fisica, una proprietà fisica di un oggetto manufatto, di un sistema, o di un servizio o altri valori misurati quali temperatura, umidità o tempo.
Le dimensioni, proprietà, o le condizioni, durante la procedura di misurazione, possono variare entro certi limiti senza interferire considerevolmente con gli strumenti, con il misurando o il sistema di misurazione.
La tolleranza è specificata per permettere all'operatore di stabilire una misura con un relativo intervallo di fiducia, anche in presenza di imperfezioni e variabili dovute a grandezze di influenza, senza che la misura sia compromessa.
La tolleranza nelle apparecchiature meccaniche è lo scostamento ritenuto accettabile tra le dimensioni di progettazione di un componente e le dimensioni reali dello stesso ai fini del suo corretto funzionamento in relazione con altro pezzo, ossia in accoppiamento dimensionale per esempio in un pezzo che dovrà essere di 10 mm le tolleranze sono di +0,10 e -0,10

## Notizie storiche
Nel 1903 la ditta Loewe di Berlino, per ridurre i pezzi di scarto dopo le lavorazioni alle macchine utensili, creò un proprio sistema di tolleranze dimensionali di lavorazione con addirittura una specifica famiglia di accessori, detti calibri differenziali per il controllo dei pezzi stessi. Questo sistema si estese ben presto anche ad altre fabbriche tedesche, e costituì il punto di partenza per il sistema di tolleranze in Germania. In Italia, invece, toccò attendere il 1926, anno in cui la UNIM (ora UNI), prendendo spunto dal sistema tedesco, propose un sistema di tolleranze che fu completato e aggiornato dalla UNI prima e dalla ISO a livello internazionale dopo la seconda guerra mondiale.

## Introduzione
Non è possibile produrre alcun oggetto meccanico con l'esatta dimensione voluta, detta dimensione nominale, perché nel ciclo di produzione vi sono errori dovuti a:
- Imprecisione delle macchine utensili, per effetto ad esempio dell'usura dell'utensile durante la lavorazione;
- Eventuali imprecisioni di montaggio e di attrezzature utilizzate;
- Imprecisioni degli strumenti di misura utilizzati per il controllo dimensionale.

In passato, per accoppiare due pezzi meccanici tra loro, detti albero e foro (maschio e femmina o pieno e vuoto), che, anche se accettati dalla produzione, risultavano inesatti e non adatti allo scopo, si ricorreva a una lunga e laboriosa operazione di aggiustaggio con la quale si dovevano realizzare le dimensioni necessarie all'accoppiamento. Con l'avvento della lavorazione in serie si è abbandonato questo procedimento piuttosto costoso, e si è fondata la produzione aziendale sulle tolleranze di lavorazione. Il risultato è che ogni pezzo di serie, ad esempio maschio, risulta, una volta finita la lavorazione e salvo gli inevitabili scarti, accoppiabile con ogni altro pezzo femmina della serie corrispondente nel rispetto di prefissati requisiti. Per assicurare la funzionalità corretta di un pezzo meccanico e poterlo quindi considerare preciso, è sufficiente che la sua dimensione si trovi all'interno di due limiti, cioè la tolleranza, che definiscono la variazione dimensionale ammessa nella costruzione. Allo stesso modo, per ottenere un accoppiamento corretto tra due pezzi, è necessario un certo margine di errore, detto scostamento, positivo e negativo rispetto alla dimensione nominale dei pezzi da assemblare, per determinare il gioco o l'interferenza richiesta.
La creazione di un sistema ISO di tolleranze e accoppiamenti e il suo rispetto da parte delle aziende produttrici dà tutta una serie di vantaggi riassumibili in:
- Facilità di montaggio dei pezzi senza dover procedere a costose operazioni di aggiustaggio;
- Funzionalità e durata secondo quanto previsto nella progettazione;
- Intercambiabilità tra i pezzi.

Per quanto riguarda l'importanza dell'intercambiabilità dei pezzi, si pensi in quali pasticci si troverebbe un meccanico di automobili se, dovendo sostituire un pistone di un motore a combustione interna, non trovasse quello di ricambio. Lo stesso vale per ogni altro pezzo del motore e per ogni altro pezzo dell'intera autovettura.

## Normativa corrente
La normativa corrente è la EN 22768 parti 1 e 2: Sistema ISO di tolleranze ed accoppiamenti, principi fondamentali per tolleranze, scostamenti ed accoppiamenti, applicabile a pezzi lisci. Lo scopo è quello di fissare i principi fondamentali di un sistema di tolleranze per accoppiamenti, fornendo i valori calcolati delle tolleranze fondamentali e degli scostamenti fondamentali. Nella norma si fa specifico riferimento a pezzi cilindrici a sezione circolare; comunque le tolleranze e gli scostamenti riportati si applicano a tutti i pezzi lisci anche se non a sezione circolare. Precisamente, i termini generali di foro e albero designano anche lo spazio, contenente o contenuto, compreso tra due facce o piani tangenti paralleli di un qualunque pezzo, come la larghezza di una scanalatura, lo spessore di una chiavetta, eccetera.

### Termini e definizioni della EN 22768 Parti 1 e 2
I termini e le definizioni utilizzate nella norma EN 22768 sono:
- Albero: con questo termine si intendono convenzionalmente gli elementi esterni di un pezzo, anche non cilindrici.
- Albero base: è l'albero scelto come riferimento di un sistema di accoppiamento in cui lo scostamento superiore è es = 0.
- Foro: con questo termine si intendono convenzionalmente tutti gli elementi interni di un pezzo, anche non cilindrici.
- Foro base: foro scelto come riferimento di un sistema di accoppiamento in cui lo scostamento inferiore è Ei = 0.
- Dimensione: è il numero che esprime, nell'unità prescelta, il valore numerico di una dimensione lineare. La dimensione è denominata quota se riportata sul disegno. La temperatura alla quale sono riferite tutte le dimensioni è di 20 °C. Una dimensione con tolleranza si designa con la dimensione nominale, seguita dal simbolo della classe di tolleranza richiesta o dagli scostamenti espressamente indicati. Ad esempio: 32H7 o 80js15 o 100g6
- Dimensione nominale: è la dimensione "ideale perfetta" che si vorrebbe ottenere, dalla quale si derivano le dimensioni limite applicando gli scostamenti superiore e inferiore. Si indica con: D per i fori; d per gli alberi.
- Dimensione effettiva: è la dimensione reale più probabile di un elemento, determinata mediante misurazione e compresa tra la dimensione limite massima e la dimensione limite minima. Si indica con: Dmin ≤ Deff ≤ Dmax per i fori; dmin ≤ deff ≤ dmax per gli alberi.
- Dimensione limite massima: è la più grande dimensione ammessa di un elemento ed è indicata con: Dmax per i fori; dmax per gli alberi.
- Dimensione limite minima: è la più piccola dimensione ammessa di un elemento ed è indicata con: Dmin per i fori; dmin per gli alberi.
- Linea dello zero: graficamente è la linea retta rappresentante la dimensione nominale alla quale sono riferiti gli scostamenti e le tolleranze. Per convenzione, la linea dello zero è tracciata orizzontalmente, quindi gli scostamenti positivi sono al di sopra e quelli negativi al di sotto.
- Scostamento: è l'errore dato dalla differenza algebrica tra una dimensione effettiva, massima, eccetera e la dimensione nominale corrispondente. I simboli degli scostamenti superiore e inferiore sono indicati con: Es, Ei per i fori; es, ei per gli alberi.
- Scostamento superiore: è la differenza algebrica tra la dimensione massima e la dimensione nominale corrispondente: Es = Dmax - D per i fori; es = dmax - d per gli alberi.
- Scostamento inferiore: è la differenza algebrica tra la dimensione minima e la dimensione nominale corrispondente: Ei = Dmin - D per i fori; ei = dmin - d per gli alberi.
- Scostamento fondamentale: è lo scostamento che definisce la posizione della zona di tolleranza rispetto alla linea dello zero. Lo scostamento fondamentale può essere sia lo scostamento superiore sia quello inferiore. Per convenzione si sceglie però quello più prossimo alla linea dello zero.
- Tolleranza dimensionale: è la differenza tra la dimensione massima e la dimensione minima, ossia la differenza tra lo scostamento superiore e quello inferiore: IT = Dmax - Dmin = Es - Ei per i fori; IT = dmax - dmin = es - ei per gli alberi.
- Tolleranza fondamentale IT: esprime una qualsiasi tolleranza di questo sistema. Il simbolo IT significa Tolleranza Internazionale.
- Zona di tolleranza: graficamente è la zona compresa tra due linee indicanti la dimensione limite massima e la dimensione limite minima. È definita dall'ampiezza della tolleranza e dalla sua posizione rispetto alla linea dello zero, che è designata con una o più lettere maiuscole (A...ZC) per i fori, e da una o più lettere minuscole (a...zc) per gli alberi.
- Grado di tolleranza normalizzato: è l'insieme di tolleranze considerate corrispondenti allo stesso livello di precisione, designate con le lettere IT seguite da un numero, ad esempio IT7, per tutte le dimensioni nominali. Nel caso in cui il grado di tolleranza si accoppi a una o più lettere che rappresentano uno scostamento fondamentale, allora si sopprimono le lettere IT e il grado di tolleranza diventa una classe di tolleranza, ad esempio h7. Il termine "grado" è sinonimo del termine "qualità". Il sistema ISO prevede 20 gradi di tolleranze normalizzate, di cui 18, da IT1 a IT18, sono di uso generale, e due, IT0 e IT01, non di uso generale.
- Classe di tolleranza: è l'insieme di uno scostamento fondamentale e di un grado di tolleranza. Quindi la classe di tolleranza si designa con una o due lettere che rappresentano lo scostamento fondamentale seguita o seguite da un numero che rappresenta il grado di tolleranza normalizzato; ad esempio h9 per gli alberi o D13 per i fori, eccetera.
- Sistema di tolleranze: è costituito da un insieme organizzato e normalizzato di tolleranze e scostamenti.
- Accoppiamento: è la relazione risultante dalla differenza, prima del montaggio, tra le dimensioni di due contorni, foro e albero, destinati a essere accoppiati. La designazione deve prevedere: la dimensione nominale comune, il simbolo della classe di tolleranza del foro e il simbolo della classe di tolleranza dell'albero.
- Gioco: è la differenza positiva tra la dimensione del foro e quella dell'albero prima del montaggio, quando cioè il diametro del foro è maggiore del diametro dell'albero: G = D - d con D > d
- Interferenza: è il valore assoluto della differenza negativa tra la dimensione del foro e quella dell'albero prima del montaggio, quando cioè il diametro dell'albero è maggiore del diametro del foro: I = d - D con D < d
- Incerto: è l'accoppiamento in cui si ha gioco o interferenza dopo il montaggio, a seconda della dimensione effettiva del foro e dell'albero. Tale accoppiamento si verifica quando le zone di tolleranza del foro e dell'albero si sovrappongono completamente o in parte.

## Accoppiamenti base nel sistema ISO
Dalle definizioni sopra elencate si deduce che le possibilità di accoppiamento per gioco, per interferenza e incerto tra un albero e un foro sono tante quante le combinazioni possibili delle posizioni di tolleranza, dalla lettera A alla Z per i fori e dalla lettera a alla z per gli alberi. Per ridurre queste possibili combinazioni, il sistema di tolleranze ISO ha proposto di mantenere costante la posizione della tolleranza di uno dei due elementi, o l'albero o il foro, e di far variare l'altro. Ecco allora che se l'elemento scelto come base, cioè con posizione costante della tolleranza, è l'albero, si ha, per gli accoppiamenti, il sistema di lavorazione detto albero base; se invece l'elemento scelto come base è il foro, si ha il sistema di lavorazione detto foro base. I costi legati alle lavorazioni, però, fanno sì che in linea di principio:
- Il sistema foro base sia impiegato dalle principali industrie automobilistiche, di aviazione, ferroviarie, di macchine utensili;
- Il sistema albero base sia impiegato nella costruzione di alberi di trasmissione (se su un unico diametro vi sono più accoppiamenti), di macchine agricole, per l'edilizia, tessili e di sollevamento e in tutte le industrie dove la finitura dei fori può essere eseguita con mole e per diamantatura.

### Sistema foro base
È un sistema di accoppiamento in cui i vari giochi o le interferenze richieste si ottengono accoppiando alberi di diverse classi di tolleranza con fori aventi una sola classe di tolleranza. Nel sistema ISO, è il sistema in cui la dimensione limite minima del foro è uguale alla dimensione nominale, cioè quando lo scostamento inferiore è Ei = 0

### Sistema albero base
È un sistema di accoppiamento in cui i vari giochi o le interferenze richieste si ottengono accoppiando fori di diverse classi di tolleranza con alberi aventi una sola classe di tolleranza. Nel sistema ISO, è il sistema in cui la dimensione limite massima dell'albero è uguale alla dimensione nominale, cioè quando lo scostamento superiore è  es= 0

## Accoppiamento con gioco
È l'accoppiamento che assicura sempre gioco tra il foro e l'albero dopo il montaggio, è cioè l'accoppiamento in cui la dimensione minima del foro è maggiore della dimensione massima dell'albero:
Dmin > dmax

### Gioco minimo
In un accoppiamento con gioco, è costituito dalla differenza positiva tra la dimensione limite minima del foro e la dimensione limite massima dell'albero:
Gmin = Dmin - dmax

### Gioco massimo
In un accoppiamento con gioco o incerto, è costituito dalla differenza positiva tra la dimensione limite massima del foro e la dimensione limite minima dell'albero:
Gmax = Dmax - dmin

## Accoppiamento con interferenza
È l'accoppiamento che assicura sempre interferenza tra il foro e l'albero dopo il montaggio, è cioè l'accoppiamento in cui la dimensione massima del foro è minore o, nel caso estremo, uguale alla dimensione minima dell'albero:
Dmax ≤ dmin

### Interferenza minima
In un accoppiamento con interferenza, l'interferenza minima è la differenza negativa, prima del montaggio, tra la dimensione massima del foro e la dimensione minima dell'albero:
Imin = dmin - Dmax

### Interferenza massima
In un accoppiamento con interferenza o incerto, l'interferenza massima è la differenza negativa, prima del montaggio, tra la dimensione limite minima del foro e la dimensione limite massima dell'albero:
Imax = dmax - Dmin

## Accoppiamento incerto
È l'accoppiamento in cui si ha gioco o interferenza dopo il montaggio, secondo le dimensioni effettive del foro e dell'albero, quando cioè le zone di tolleranza del foro e dell'albero si sovrappongono completamente o in parte:
- Accoppiamento con gioco: foro più grande dell'albero;
- Accoppiamento con interferenza: albero più grande del foro.

## Accoppiamenti raccomandati
Poiché è più facile rettificare un albero che un foro, nella scelta degli accoppiamenti, in particolare per quelli incerti e con interferenza, conviene attribuire al foro una qualità superiore, di solito quella immediatamente superiore, a quella dell'albero. È noto inoltre che per facilitare il montaggio di accoppiamenti con interferenza e per evitare eccessive sollecitazioni ai materiali durante il montaggio, conviene riscaldare il foro a una temperatura anche molto più elevata di quella dell'albero. La dilatazione del foro facilita il montaggio; a raffreddamento avvenuto, per la diminuzione del diametro del foro, il bloccaggio risulta più stabile. Si deve quindi considerare la temperatura di funzionamento dei due organi accoppiati, e il valore medio del gioco e dell'interferenza a tale temperatura, in modo che le dimensioni limite massima e minima siano prossime a quelle che sono più opportune. Per la scelta del corretto accoppiamento è necessario possedere esperienza e grande attenzione. In pratica, non è conveniente utilizzare tutti gli accoppiamenti che i sistemi di tolleranze albero base e foro base forniscono: basti pensare a un accoppiamento H4/a12 dove il foro H4 è stato lavorato con altissima precisione e quindi con costi molto elevati, e l'albero a12 è stato lavorato grossolanamente. Il risultato è quello di avere un gioco effettivo tra i due elementi molto variabile per la larga tolleranza assegnata all'albero. Ecco allora che si fa riferimento ad alcune tabelle, che dettate dall'esperienza soddisfano le richieste più comuni di accoppiamenti di pratica applicazione. Nel caso prima visto, è quindi più conveniente e razionale utilizzare un accoppiamento H11/a12 che permette di contenere i costi anche per la realizzazione del foro. Il numero abbastanza ristretto di accoppiamenti raccomandati dall'ISO consente inoltre di ridurre la dotazione degli strumenti fissi di controllo e di misura degli elementi lavorati in serie, come calibri a forcella per gli alberi e calibri a tampone per i fori.